# Puentes Viejas
Puentes Viejas är en kommun i Spanien. Den ligger i den autonoma regionen Madrid, i den centrala delen av landet, 60 km norr om huvudstaden Madrid. 
Antalet invånare är 775 (2024).